# Палмер, Зои
Зо́и Па́лмер (англ. Zoie Palmer; род. 28 октября 1977, Корнуолл, Англия) — канадская актриса британского происхождения. Наиболее известна по роли Лорен в телесериале «Зов крови».

## Биография
Родилась в графстве Корнуолл в Англии у британско-ирландских родителей. Палмер переехала с семьёй в Канаду в возрасте девяти лет. Она пошла в школу, в католическую школу Священного Сердца в Ньюмаркете, Онтарио, и получила степень бакалавра изящных искусств Йоркского университета в Торонто, Канада.

## Личная жизнь
Растит сына Луку вместе со своей партнёршей, кинопродюсером Алекс Лалонд.

## Награды
В 2003 году получила награду как лучшая актриса за роль Аннабель в короткометражке «Terminal Venus» в рамках фестиваля Baja California Film.
В 2012 году на фестивале Bare Bones International Film её назвали лучшей актрисой за роль Фрэнсис Джейн в фильме «Хладнокровная».
В 2013 году получила награды «Любимая актриса на ТВ» и «Лучший твиттер» в AfterEllen Visibility Awards. В том же году победила в номинации «Лучшая актриса в фантастическом или фэнтези фильме» в Best Of TV Awards.
В 2014 году канадский Hello! назвал её самой красивой знаменитостью. В том же году в рамках Canadian Screen Awards стала «Любимой канадской звездой кино» по выбору зрителей.

## Фильмография
| Год  | Название на русском | Название на английском        | Роль          | Примечания      |
| ---- | ------------------- | ----------------------------- | ------------- | --------------- |
| 2003 |                     | Bar Life                      | Райан         | Короткометражка |
| 2003 |                     | Terminal Venus                | Аннабель      | Короткометражка |
| 2004 | Другой              | Godsend                       | Сьюзан Пирс   |                 |
| 2006 |                     | Snapshots for Henry           | Энджи         | Короткометражка |
| 2010 |                     | Untitled Work of Paul Shepard | Хэйли         |                 |
| 2010 | Дьявол              | Devil                         | Шерил         |                 |
| 2011 | Хладнокровная       | Cold Blooded                  | Френсис Джейн |                 |
| 2013 | Секс после детей    | Sex After Kids                | Лу            |                 |
| 2014 | Лоскутный город     | Patch Town                    | Бетани        |                 |
| 2017 |                     | Deerbrook                     | Тэмми         | Короткометражка |
| 2021 | Пила: Спираль       | Spiral                        | Кара Босвик   |                 |

| Год       | Название на русском                             | Название на английском          | Роль            | Примечания                             |
| --------- | ----------------------------------------------- | ------------------------------- | --------------- | -------------------------------------- |
| 2002      | Одиссея 5                                       | Odyssey 5                       | Исследователь   | Эпизод: «Skin»                         |
| 2002      | Призрачная команда                              | The Scream Team                 | Ребекка Калл    | TВ фильм                               |
| 2003      | Корпорация приключений: В поисках короля Артура | Adventure Inc.                  | Луиза           | Эпизод: «Plaque Ship of Val Verde»     |
| 2003      | Из пепла                                        | Out of the Ashes                | Диди Голдштейн  | TВ фильм                               |
| 2003      | Рейганы                                         | The Reagans                     | Пэтти Рейган    | ТВ фильм                               |
| 2004      |                                                 | Bliss                           | Донна           | Эпизод: «Badness»                      |
| 2004      | Миссия ясновидения                              | Missing                         | Трейси Сомерс   | Эпизод: «Mr. Nobody»                   |
| 2004      | Доктор                                          | Doc                             | Трейси Брайант  | Эпизод: «The Family Tree»              |
| 2005      |                                                 | Devil’s Perch                   | Эбби            | ТВ фильм                               |
| 2005      |                                                 | Martha Behind Bars              | Эми             | ТВ фильм                               |
| 2006      | Ложь во спасение                                | Gospel of Deceit                | Трейси Даггинс  | ТВ фильм                               |
| 2006—2007 | Сверхновая звезда                               | Instant Star                    | Пэтси Сивер     | 12 эпизодов                            |
| 2008—2009 |                                                 | The Guard                       | Карли Грэйг     | 22 эпизода                             |
| 2010      |                                                 | Bloodletting & Miraculous Cures | Женщина-коп     | Эпизод: «Unhappy Endings»              |
| 2010      | Расследование Мёрдока                           | Murdoch Mysteries               | Кэти Пауэрс     | Эпизод: «Victor, Victorian»            |
| 2011      | Деграсси: Следующее поколение                   | Degrassi: The Next Generation   | Офицер полиции  | Эпизод: «Jesus, Etc.: Part 2»          |
| 2011      | XIII                                            | XIII: The Series                | Мойра           | Эпизод: «The Irish Version»            |
| 2011      | Кинг                                            | King                            | Анджела Гилберт | Эпизод: «Lori Gilbert»                 |
| 2011      | Никита                                          | Nikita                          | Аня Вимер       | Эпизод: «Girl’s Best Friend»           |
| 2011      | Зовите меня Фитц                                | Call Me Fitz                    | Лора            | Эпизод: «Don of the Differently Abled» |
| 2010—2015 | Зов крови                                       | Lost Girl                       | Лорен           | Постоянная роль; 76 эпизодов           |
| 2015—2017 | Тёмная материя                                  | Dark Matter                     | Андроид         | Постоянная роль; 3 сезона, 39 эпизодов |
| 2018      | Заложница                                       | Taken                           | Мэг             | Эпизод: «Absalom»                      |
| 2018      | Выкуп                                           | Ransom                          | Жасмин Брэдшоу  | Эпизод: «Secrets and Spies»            |
| 2018      | Вайнона Эрп                                     | Wynonna Earp                    | Джолин          | Эпизоды: «No Cure for Crazy», «Jolene» |
| 2019      | Чистоган                                        | Pure                            | Валери Крочак   | 6 эпизодов                             |
| 2019      | Джен                                            | Jann                            | Макс            | 7 эпизодов                             |
| 2019      | Хадсон и Рекс                                   | Hudson & Rex                    | Венди Ларсон    | Эпизод: «A Cult Education»             |
| 2020      |                                                 | Glass Houses                    | Анна Доусон     | ТВ фильм                               |